# مومياوات مارونية
المومياوات المارونية هي ثماني مومياوات لقرويين موارنة منذ عام 1283 م.

## اكتشافها
اكتشفها مجموعة من باحثي الكهوف يعملون مع مجموعة استكساف أعماق لبنان في 13 يوليو 1991 في كهف عاصي الحدث في وادي قاديشا. واستغرق انتشالهم سنتين من التنقيب. وكان أو مومياء لطفلة عمرها أربع سنوات، والتي أسموها «ياسمين». كانت مرتدية كامل ثيابها ومدفونة بعمق 40 سم تحت الأرض. وكانت قابعة على ظهرها ورأسها على حجر ناعم. وبعدها، وجدت ثلاث جثث محفوظة لثلاثة كبار وأرعة مومياوات لأطفال.

## سبب الحفاظ على الجثث
دلت الأبحاث أن الحفاظ على الجثث كانت طبيعية وليست من صنع الإنسان. فطبيعة الغار نفسها منعت تكون فقاعات هوائية المسببة لتعفن الجثث. بالإضافة إلى جفاف هوائها وعدم وجود كائنات ميكروبية أبطأت عملية التعفن.

## الموجودات
وجد مع المومياوات:
- عشرين مخطوطة باللغات العربية والسريانية. إحدى المخطوطات تعود «لبطرس من الحدث»[4] وبعض نصوص الترانيم.
- صورة لطاوسين متواجهين بينهما شجرة الحياة ما زالت ألونها محفوظة.[5]
- أمشاط خشبية مشابهة لأمشاط التي تستعملها نساء المماليك.[6]
- نقود مملوكية وصليبة.[7]
- فخاريات يعتقد أنها تعود لسنة 1283 ميلادية تدل أن الغار يقع في منطقة كانت تابعة لكونتية طرابلس.
- ثياب ياسمين: كانت ترتدي ياسميت تحت كنفها ثلاثة قطع ملابس: واحدة زرقاء، وفوقها ثياب بلون بني فاتح وفوقها فسطان بني غامق مطرز بلياقة. وترتدي غطاء رأس من الحرير. كانت مزرينة بحلقة أذن واحدة وقلادة مصنوعة من زجاج منفوخ وقطعتي نقود تعود لأيام الظاهر بيبرس المملوكي.[8]

## صور

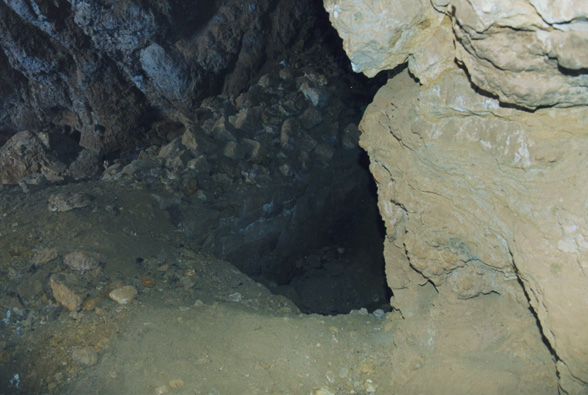
بئر من صنع الإنسان بجانب الكهف.
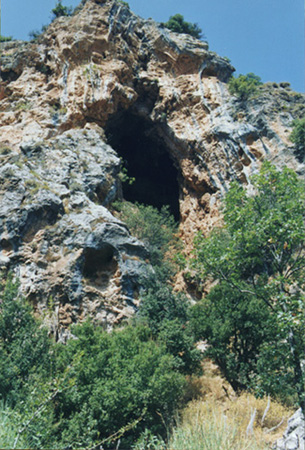
مدخل الغار من تصوير ميشيل شبط عام 1996.